# Wrestling Dontaku (2015)
Wrestling Dontaku 2015  fue la decimosegunda edición de Wrestling Dontaku, un evento pago por visión de lucha libre profesional producido por New Japan Pro-Wrestling. Tuvo lugar el 3 de mayo de 2015 desde el Fukuoka Kokusai Center en Fukuoka, Japón.
Esta fue la séptima edición consecutiva del evento en ser realizada en el Fukuoka Kokusai Center, y la decimosegunda en realizarse en la ciudad de Fukuoka, Japón.

## Argumento

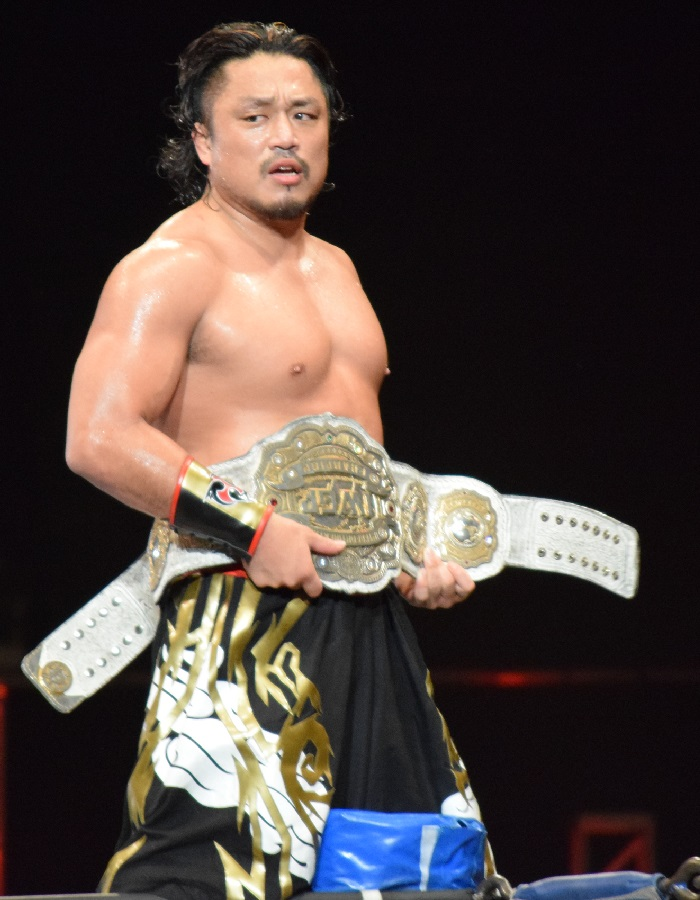
Hirooki Goto, quien se enfrentó a Shinsuke Nakamura para ganar el Campeonato Intercontinental de la IWGP. en el evento estelar.

Wrestling Dontaku 2015 fue la principal sorpresa de Shinsuke Nakamura para defender el Campeonato Intercontinental de la IWGP contra Hirooki Goto. Después de no poder ganar la New Japan Cup de 2015 y ganarse una oportunidad en el Campeonato Peso Pesado de la IWGP, Goto anunció que estaba cambiando su objetivo y que ahora iría para el Campeonato Intercontinental IWGP. Inicialmente, Nakamura no tomó en serio el desafío de Goto, pero esto cambió el 5 de abril en Invasion Attack, cuando Goto lo colocó en una pelea por equipos de seis hombres, que luego lo desafió públicamente a un combate por el título. Fue oficializado al día siguiente. Goto perdió el título a Nakamura en julio de 2012. Antes de la pelea por el título, Goto anunció su objetivo era ganar por primera vez el Campeonato Intercontinental de la IWGP y luego unificarlo con el Campeonato Peso Pesado de la IWGP.
El evento semi-principal de la serie acumulado el número de julio en el evento Dominion 7.5 in Osaka-jo Hall el Campeonato Peso Pesado de la IWGP, el evento principal entre A.J. Styles y Kazuchika Okada con los estilos de trabajo en equipo con Bullet Club de cuadra Yujiro Takahashi para asumir a Okada y su stable CHAOS Yoshi-Hashi.
Wrestling Dontaku 2015 también contó con dos luchas más por el título, disputados por los títulos de peso pesado junior de NJPW. Primero, los campeones Roppongi Vice (Beretta y Rocky Romero), que ganaron el Campeonato Peso Pesado en Parejas de la IWGP en Invasion Attack, debían hacer su primera defensa del título contra los campeones contra The Young Bucks (Matt Jackson y Nick Jackson) y los excampeones reDRagon (Bobby Fish y Kyle O'Reilly). Mientras tanto, Kenny Omega estaba programado para defender el Campeonato Peso Pesado Junior de la IWGP contra Alex Shelley. Este combate fue el resultado de los eventos que tuvieron lugar en Invasion Attack, donde, después de defender con éxito su título contra Máscara Dorada, Omega nominó a Shelley como su próximo rival.

## Resultados
- Yuji Nagata, Jushin Thunder Liger, Tiger Mask IV y Máscara Dorada derrotaron a Manabu Nakanishi, Captain New Japan, Ryusuke Taguchi y KUSHIDA. (8:29)
  - Nagata cubrió a Captain después de un «Exploder Suplex of Justice».
- Kota Ibushi y Yohei Komatsu derrotaron a Tetsuya Naito y Sho Tanaka. (11:55)
  - Komatsu cubrió a Tanaka después de un «Single-Leg Boston Crab».
- Hiroyoshi Tenzan, Satoshi Kojima y Tomoaki Honma derrotaron a Bullet Club (Bad Luck Fale, Tama Tonga y Cody Hall). (8:57)
  - Honma cubrió a Hall después de un «Kokeshi».
- The Young Bucks (Matt & Nick Jackson) derrotaron a Roppongi Vice (Rocky Romero & Beretta) (c) y a reDRagon (Bobby Fish & Kyle O'Reilly) y ganaron el Campeonato en Parejas Peso Pesado Junior de la IWGP. (17:17)
  - Nick cubrió a Beretta después de un «More Bang For Your Bucks».
- Kenny Omega (c) derrotó a Alex Shelley y retuvo el Campeonato Peso Pesado Junior de la IWGP. (16:07)
  - Omega cubrió a Shelley después de un «Katayoku no Tenshi».
- The Kingdom (Maria Kanellis, Michael Bennett y Matt Taven) derrotaron a Bullet Club (Amber Gallows, Karl Anderson y Doc Gallows) en un Mixed Tag Team Match (8:09)
  - Maria cubrió a Amber después de un «Small Package Hold».
  - Después de la lucha, Gallows y Anderson atacaron a Maria con un «Magic Killer»
- Hiroshi Tanahashi, Togi Makabe y Katsuyori Shibata derrotaron a Kazushi Sakuraba, Toru Yano y Tomohiro Ishii (15:52) 
  - Tanahashi cubrió a Yano después de un «Horizontal Cradle».
- Bullet Club (A.J. Styles y Yujiro Takahashi) derrotaron a CHAOS (Kazuchika Okada y Yoshi-Hashi) (con Gedo) (13:20)
  - Styles cubrió a Hashi después de un «Style Clash».
- Hirooki Goto derrotó a Shinsuke Nakamura (c) y ganó el Campeonato Intercontinental de la IWGP. (20:53)
  - Goto cubrió a Nakamura después de un «Shouten Kai».